# マシンガン打線
マシンガン打線（マシンガンだせん）は、主に1997年から1999年の、横浜ベイスターズの打線の愛称である。1999年には当時の日本記録となるチーム打率.294を記録した。

## 概要
一般に強力打線と言えば長距離打者を中心とした打線をイメージするが、マシンガン打線は鈴木尚典やロバート・ローズに代表される、ミートやバットコントロールに長けた勝負強い中距離打者を多く擁する事で、本塁打こそ少ないが単打や二塁打を間断なく畳みかけてビッグイニングを作る攻撃が特徴であった。
その様子が何かの拍子で一度引き金が引かれたら離すまで止まらない機関銃の掃射をイメージさせるものであったことから、いつしか「マシンガン打線」と呼ばれるようになった。当時、阪神タイガースに所属していた新庄剛志も「本当にとまらない攻撃だった」「休憩の合間もないほどに、ずっと守ってた」と振り返っている。
一方、マシンガン打線全盛期に監督を務めた権藤博は、犠牲バントを忌避し強硬なヒッティング策を採ることが多かったため、1998年のチーム併殺打数はリーグワーストの114を記録している。

## マシンガン打線の歴史

### 誕生まで（1994年～1996年）
1993年から1995年まで監督として指揮を取った近藤昭仁の下では、主な得点源はグレン・ブラッグスの本塁打とロバート・ローズの勝負強い打撃であった。そして2人の外国人に打順が回るまでは犠牲バント、ヒットエンドラン、スクイズプレイといったサインプレーでつないでいく野球が展開されていた。横浜の日本人打者は石井琢朗や、1994年に移籍、入団した駒田徳広、波留敏夫といった、長打力はないもののバットコントロールや選球眼の良い選手が多く、チーム本塁打の総数は例年リーグの下位に沈んでいた（1994年・5位、1995年・5位、1996年・最下位)が、チーム打率やチーム二塁打数は毎年セ・リーグの上位にランクされていた（打率:1994年・2位、1995年・2位、1996年・3位。二塁打:1994年・1位、1995年・1位、1996年・2位)。しかし近藤がサインプレーを重視する采配を中心としていたことや、また当時の横浜はほとんどの選手が20代前半から中盤であるという稀に見る極端に若いチームだったため、まだ各打者の打撃技術に未熟さがあり、後に見るような爆発的な得点能力を得るには至らなかった。
ただ、1994年5月13日対巨人戦（横浜スタジアム）において、吉田修司投手を相手に9番の島田直也から8番谷繁元信まで、9打者連続安打のプロ野球記録（当時）を含む先発全員安打、1イニング10得点の猛攻を見せるという、マシンガン打線の萌芽とも呼べる出来事も起こっている。
1994年当時の主なスターティング・ラインナップは以下の通りであった。
※太字はリーグトップ。打率の下線は規定打席到達。カッコは打率ランキング。
| 打順 | 守備  | 選手               | 年齢 | 打席 | 試合数 | 打率 | 打率 | 本塁打 | 打点 | 盗塁 | 出塁率 | 長打率 | OPS   | 備考                                    |
| ---- | ----- | ------------------ | ---- | ---- | ------ | ---- | ---- | ------ | ---- | ---- | ------ | ------ | ----- | --------------------------------------- |
| 1    | 遊    | 進藤達哉           | 24   | 右   | 80     | .237 |      | 4      | 23   | 3    | .321   | .343   | .664  |                                         |
| 1    | 遊/中 | 波留敏夫           | 24   | 右   | 53     | .298 |      | 3      | 10   | 7    | .366   | .446   | .812  |                                         |
| 2    | 三    | 石井琢朗           | 24   | 左   | 130    | .251 | (29) | 3      | 40   | 10   | .350   | .326   | .676  | ゴールデングラブ（三）                  |
| 3    | 二    | ロバート・ローズ   | 27   | 右   | 130    | .296 | (10) | 15     | 86   | 1    | .362   | .455   | .817  |                                         |
| 4    | 右    | グレン・ブラッグス | 32   | 右   | 122    | .315 | (5)  | 35     | 91   | 1    | .414   | .609   | 1.023 | ベストナイン（外）                      |
| 5    | 中    | 畠山準             | 30   | 右   | 127    | .292 | (13) | 11     | 46   | 1    | .367   | .430   | .797  |                                         |
| 6    | 一    | 駒田徳広           | 32   | 左   | 130    | .284 | (16) | 13     | 68   | 0    | .321   | .429   | .749  | ゴールデングラブ（一）、二塁打リーグ1位 |
| 7    | 左    | 佐伯貴弘           | 24   | 左   | 107    | .258 |      | 11     | 44   | 3    | .333   | .445   | .779  |                                         |
| 8    | 捕    | 谷繁元信           | 24   | 右   | 129    | .228 | (31) | 5      | 36   | 0    | .317   | .334   | .651  |                                         |

チーム打率:.261(リーグ2位)、得点:543点(リーグ3位)、本塁打:107本(リーグ5位)、二塁打:222本(リーグ1位)、三塁打:19本(リーグ3位)。
投手陣の不調でチームは最下位に沈んだものの、61勝(130試合69敗)を挙げ、最下位チームとしては過去最多勝を記録。優勝した巨人(70勝）から9ゲーム差であった。
翌1995年の主なスターティング・ラインナップは以下の通りであった。
| 打順 | 守備 | 選手               | 年齢 | 打席 | 試合数 | 打率 | 打率 | 本塁打 | 打点 | 盗塁 | 出塁率 | 長打率 | OPS  | 備考                                |
| ---- | ---- | ------------------ | ---- | ---- | ------ | ---- | ---- | ------ | ---- | ---- | ------ | ------ | ---- | ----------------------------------- |
| 1    | 中   | 波留敏夫           | 25   | 右   | 100    | .310 | (5)  | 5      | 29   | 9    | .384   | .397   | .781 |                                     |
| 2    | 三   | 石井琢朗           | 25   | 左   | 124    | .309 | (6)  | 2      | 41   | 23   | .407   | .381   | .789 | ゴールデングラブ（三）              |
| 3    | 左   | 鈴木尚典           | 23   | 左   | 117    | .283 |      | 14     | 58   | 3    | .337   | .473   | .810 |                                     |
| 3    | 左   | 佐伯貴弘           | 25   | 左   | 103    | .264 |      | 7      | 29   | 0    | .352   | .453   | .805 |                                     |
| 4    | 右   | グレン・ブラッグス | 33   | 右   | 110    | .273 | (19) | 24     | 72   | 4    | .381   | .506   | .887 |                                     |
| 5    | 二   | ロバート・ローズ   | 28   | 右   | 130    | .315 | (2)  | 22     | 97   | 3    | .379   | .530   | .909 | ベストナイン（二）、二塁打リーグ1位 |
| 6    | 一   | 駒田徳広           | 33   | 左   | 130    | .289 | (11) | 6      | 66   | 0    | .338   | .399   | .736 | ゴールデングラブ（一）              |
| 7    | 遊   | 進藤達哉           | 25   | 右   | 126    | .217 | (30) | 11     | 31   | 5    | .335   | .356   | .691 |                                     |
| 8    | 捕   | 秋元宏作           | 27   | 右   | 101    | .200 |      | 5      | 19   | 2    | .287   | .312   | .599 |                                     |
| 8    | 捕   | 谷繁元信           | 25   | 右   | 93     | .249 |      | 6      | 21   | 1    | .313   | .398   | .711 |                                     |

チーム打率:.261(リーグ2位)、得点:562点(リーグ3位)、本塁打:114本(リーグ5位)、二塁打:208本(リーグ1位)、三塁打:20本(リーグ3位)。
ブラッグスが調子を落とすも、中盤より鈴木尚典が台頭し、3番打者に定着。この時点で後のマシンガン打線の面子はほぼ揃っていた。1993年から共に打撃コーチを務めていた長池徳士(1995年限りで退団)、高木由一の指導も実り、三割打者3人を打撃ランキング10傑に送り込むなど打撃陣は好調で、固定メンバーで戦うことができた。チームも好調で、7月18日の時点で貯金はシーズン最多の9つを記録している。佐々木主浩、盛田幸希というリーグ屈指のダブル・ストッパーが後ろに控えていたものの、先発投手陣の不調もあり夏場以降失速し、チームは4位(130試合66勝64敗)に終わる。しかし、1979年以来16年ぶりの勝ち越しを決めるなど、チームは確実に実力をつけつつあった。
1996年にバッテリーコーチの大矢明彦が監督に昇格。しかしこの年、ブラッグスが死球による膝の故障から打撃不振に陥り、かつての長打力は影をひそめるようになる。その一方で、鈴木や佐伯貴弘といった若手の中距離打者が初めて規定打席に到達し、谷繁も初めて打率3割を達成するなど成長を見せ、打線に厚みが出つつあった。チームは4月は15勝6敗と好調で首位を快走し、気の早いマスコミからは36年ぶりの優勝かと騒がれたが、その後失速。投手陣の不調も相まりリーグ5位(130試合55勝75敗)で同年シーズンを終える。
1996年の主なスターティング・ラインナップは以下の通りであった。
| 打順 | 守備  | 選手               | 年齢 | 打席 | 試合数 | 打率 | 打率 | 本塁打 | 打点 | 盗塁 | 出塁率 | 長打率 | OPS  | 備考                   |
| ---- | ----- | ------------------ | ---- | ---- | ------ | ---- | ---- | ------ | ---- | ---- | ------ | ------ | ---- | ---------------------- |
| 1    | 遊    | 石井琢朗           | 26   | 左   | 129    | .282 | (25) | 1      | 29   | 45   | .383   | .339   | .722 |                        |
| 1    | 中    | 波留敏夫           | 26   | 右   | 114    | .265 |      | 2      | 21   | 4    | .324   | .337   | .661 |                        |
| 2    | 三    | 進藤達哉           | 26   | 右   | 67     | .262 |      | 2      | 24   | 4    | .363   | .344   | .706 |                        |
| 2    | 三    | 川端一彰           | 29   | 右   | 80     | .274 |      | 2      | 9    | 0    | .307   | .370   | .677 |                        |
| 3    | 左/中 | 鈴木尚典           | 24   | 左   | 111    | .299 | (18) | 13     | 62   | 1    | .382   | .451   | .833 |                        |
| 4    | 右    | グレン・ブラッグス | 34   | 右   | 100    | .281 | (26) | 13     | 56   | 6    | .365   | .452   | .817 |                        |
| 5    | 二    | ロバート・ローズ   | 29   | 右   | 126    | .304 | (12) | 16     | 86   | 1    | .370   | .472   | .842 |                        |
| 6    | 一    | 駒田徳広           | 34   | 左   | 130    | .299 | (17) | 10     | 63   | 1    | .358   | .410   | .769 | ゴールデングラブ（一） |
| 7    | 左    | 佐伯貴弘           | 26   | 左   | 107    | .290 | (24) | 6      | 59   | 3    | .343   | .421   | .763 |                        |
| 8    | 捕    | 谷繁元信           | 26   | 右   | 129    | .300 | (16) | 8      | 54   | 2    | .391   | .445   | .836 |                        |

チーム打率:.270(リーグ3位)、得点:571点(リーグ3位)、本塁打:85本(リーグ最下位)、二塁打:199本(リーグ2位)、三塁打:29本(リーグ1位)。
結局ブラッグスは1996年限りで現役を引退、替わりに入団した外国人のビル・セルビーはローズと同じようなタイプの中距離打者であったため、横浜打線は長距離打者不在のまま1997年のシーズンを迎えることとなる。

### マシンガン打線の確立（1997年）
ブラッグスの退団とあまり長打の期待できなさそうなセルビーの入団、そして特に目立った補強もなかったことから、1997年シーズン前の横浜に対する下馬評は決して高いものではなかった。
新外国人のセルビーはオープン戦では驚異的な活躍を見せるも、シーズン開幕早々に別人のごとく絶不調に陥って控えに回り、4番打者が務まりそうな選手はローズただ一人となる。しかし事前の予想に反して、残されたローズと日本人打者たちは長打を捨てて、球に逆らわずに単打、二塁打を連続して打ち続け、大量得点を重ねるようになる。巨人から移籍してきた駒田によれば、長年弱小チームだった横浜はチームプレイよりも個人の成績を中心に考える選手が多く、強いチームであれば点差が開くと試合の流れを考えて諦めが出てしまうところを、横浜の選手は個人の成績を維持するために何点差であろうが手を抜かなかったというが、その傾向が個々の選手の実力が開花しつつあった1997年あたりから「あきらめずに打つ」という、良い方向に働くようになり、劇的な逆転ゲームを生み出す要因となっていった。また、1、2番には石井、波留が完全に定着し、二人の阿吽の呼吸でヒット・エンド・ランや単独スチール、バントを決めるノー・サインの攻撃は、他球団の脅威となった。
前半戦はローズ、石井、駒田らも首位打者ランキングのトップに連日入れ替わり顔を出すなど三割打者を4人輩出したが、特に打線の中心となったのは、このシーズンから急成長して本格的に3番打者に定着し、チームでは日本人打者として田代富雄以来12年ぶりの20本塁打以上を記録し、ジム・パチョレック以来7年ぶりの首位打者を獲得した鈴木尚典である。以後、横浜からは1997年～1998年・鈴木尚典、1999年・ローズ、2000年・金城龍彦と4シーズン連続して首位打者を輩出することとなる。
このシーズンの横浜は、前年のエース・斎藤隆の故障などにより、開幕当初は先発ローテーションがほぼ回らない状態であったが、この年よりバッテリー・チーフコーチに就任した権藤博の指導の下、若手投手陣が台頭。オールスター明け頃から投打がかみ合い出し、俄かに勝ち星を重ねて首位のヤクルトを最短でゲーム差2.5まで追い詰めた。前述のようにヤクルト・石井一久によるノーヒットノーランで失速し優勝こそ逃したものの、1979年以来18年ぶりのリーグ2位(135試合72勝63敗)という好成績を残した。ちなみに1979年は広島の独走優勝であったため、本格的な優勝争いに至っては1964年以来実に33年ぶりであった。この年は前出のセルビーの活躍をはじめ、オープン戦から打線が絶好調であったため、オープン戦のテレビ中継ですでに、「大砲ではない」「途切れずに打ち続ける」という二つの意味で「マシンガン打線」という名称が使われはじめていたが、チームの成績が上昇し世間一般の注目度が高まり出したシーズン後半の頃から、その名称がマスコミで定着し始める。
1997年の主なスターティングメンバーは以下の通りであった。
| 打順 | 守備 | 選手             | 年齢 | 打席 | 試合数 | 打率 | 打率 | 本塁打 | 打点 | 盗塁 | 出塁率 | 長打率 | OPS  | 備考                                       |
| ---- | ---- | ---------------- | ---- | ---- | ------ | ---- | ---- | ------ | ---- | ---- | ------ | ------ | ---- | ------------------------------------------ |
| 1    | 遊   | 石井琢朗         | 27   | 左   | 132    | .319 | (5)  | 10     | 44   | 23   | .390   | .424   | .815 | ベストナイン（遊）、ゴールデングラブ（遊） |
| 2    | 中   | 波留敏夫         | 27   | 右   | 127    | .295 | (14) | 8      | 41   | 16   | .355   | .398   | .753 |                                            |
| 3    | 左   | 鈴木尚典         | 25   | 左   | 125    | .335 | (1)  | 21     | 83   | 11   | .399   | .546   | .945 | 首位打者、ベストナイン（外）               |
| 4    | 二   | ロバート・ローズ | 30   | 右   | 130    | .328 | (2)  | 18     | 99   | 3    | .444   | .540   | .984 | ベストナイン（二）                         |
| 5    | 一   | 駒田徳広         | 35   | 左   | 135    | .308 | (7)  | 12     | 86   | 2    | .360   | .448   | .808 | ゴールデングラブ（一）                     |
| 6    | 右   | 佐伯貴弘         | 27   | 左   | 106    | .260 |      | 4      | 25   | 6    | .336   | .358   | .694 |                                            |
| 6    | 右   | ビル・セルビー   | 27   | 左   | 90     | .228 |      | 5      | 17   | 3    | .314   | .351   | .665 |                                            |
| 6    | 右   | 川端一彰         | 30   | 右   | 69     | .303 |      | 1      | 15   | 1    | .379   | .434   | .813 |                                            |
| 7    | 三   | 進藤達哉         | 27   | 右   | 117    | .236 | (31) | 10     | 43   | 9    | .333   | .381   | .714 | ゴールデングラブ（三）                     |
| 8    | 捕   | 谷繁元信         | 27   | 右   | 128    | .232 | (33) | 13     | 46   | 2    | .336   | .388   | .724 |                                            |

チーム打率:.273(リーグ2位)、得点:572点(リーグ3位)、本塁打:105本(リーグ5位)、二塁打:225本(リーグ2位)、三塁打:28本(リーグ3位)。
そもそも、鈴木、ローズの首位打者経験者のほかに、後に名球会入りを果たした駒田、石井琢、谷繁など、当時の横浜のスタメンにはそれなりの実力者がそろっていた。波留や佐伯も打ち出すと止まらない「お祭り男」であり、ともにシーズン打率3割を記録したこともあるミート力の高い打者であった。また、ベテラン選手を大量に解雇した1994年以降の横浜は前述の通り極端に若いチームであり、そのため同世代の若手選手が必然的に多くなったが、1997年当時25歳の鈴木尚や、ベテランのローズ、駒田を除くスタメン野手の年齢が、野球選手としては一番脂の乗っている時期であろうと思われる27歳であった。
このようにそれぞれ全盛期を迎えた、それなりの実力を備えた選手が一度に集まったこともマシンガン打線誕生の鍵となり、また一方に同時期に選手能力の峠を越える、トレードや移籍等でチームを去ってしまうなど、2001年以降のマシンガン打線崩壊の一因ともなった。
また、横浜（大洋）球団の歴史上、チームの看板打者は近藤和彦、近藤昭仁、中塚政幸、江尻亮、クリート・ボイヤー、ジョン・シピン、長崎慶一、山下大輔、フェリックス・ミヤーン、屋鋪要、高木豊、ジム・パチョレック、R・J・レイノルズなど、外国人も含めて俊足巧打タイプや中距離打者が多く、本塁打を量産した選手は桑田武、松原誠、田代富雄、レオン・リー、カルロス・ポンセ、そして前出のグレン・ブラッグスなどの僅かな例にとどまった。マシンガン打線全盛期にバッティングコーチを務めた高木由一も、現役時代は典型的な中距離打者であった。マシンガン打線誕生の背景には、このような伝統的なチームカラーもあった。

### リーグ優勝・日本一（1998年）
翌1998年は、2桁安打試合や2桁得点試合が幾度となく生まれた。この年は相手に先制を許しても3、4点程度のビハインドであれば簡単に逆転したが、その象徴ともいえるのが7月15日、横浜スタジアムで巨人を相手に、序盤につけられた7点のビハインドを、佐伯のボークの打ち直し本塁打などを含む両軍ノーガードの打ち合いのシーソーゲームの末、13-12でサヨナラ勝利した試合である。このゲームは、両チームの合計得点が25点、合計安打数は40本（両軍20本ずつ）という壮絶な内容であった。
その後もマシンガン打線は打ち続け、5月に広島を抜いて首位に躍り出て以降、一度もその座を譲ることなく38年ぶりのリーグ優勝(136試合79勝56敗1分)を果たす。また、日本シリーズでも第5戦でシリーズ最多記録となる1試合20安打、シリーズ史上2位の記録となる1試合17得点の記録を作るなど、6試合までのシリーズでは最多タイ記録となる36得点の猛打を見せ、西武を4勝2敗で退けた。
このシーズンのマシンガン打線は以下のような布陣であった。
| 打順 | 守備 | 選手             | 年齢 | 打席 | 試合数 | 打率 | 打率 | 本塁打 | 打点 | 盗塁 | 出塁率 | 長打率 | OPS  | 備考                                                         |
| ---- | ---- | ---------------- | ---- | ---- | ------ | ---- | ---- | ------ | ---- | ---- | ------ | ------ | ---- | ------------------------------------------------------------ |
| 1    | 遊   | 石井琢朗         | 28   | 左   | 135    | .314 | (6)  | 7      | 48   | 39   | .389   | .431   | .820 | 盗塁王、最多安打、ベストナイン（遊）、ゴールデングラブ（遊） |
| 2    | 中   | 波留敏夫         | 28   | 右   | 106    | .273 | (21) | 2      | 39   | 12   | .338   | .346   | .684 |                                                              |
| 3    | 左   | 鈴木尚典         | 26   | 左   | 131    | .337 | (1)  | 16     | 87   | 3    | .408   | .512   | .920 | 首位打者、ベストナイン（外）                                 |
| 4    | 二   | ロバート・ローズ | 31   | 右   | 124    | .325 | (5)  | 19     | 96   | 2    | .413   | .526   | .938 | ベストナイン（二）、ゴールデングラブ（二）                   |
| 5    | 一   | 駒田徳広         | 36   | 左   | 136    | .281 | (14) | 9      | 81   | 0    | .311   | .379   | .690 | ベストナイン（一）、ゴールデングラブ（一）                   |
| 6    | 右   | 佐伯貴弘         | 28   | 左   | 108    | .289 |      | 9      | 55   | 1    | .357   | .457   | .814 | 対右投手                                                     |
| 6    | 右   | 中根仁           | 32   | 右   | 70     | .301 |      | 4      | 31   | 2    | .369   | .466   | .835 | 対左投手                                                     |
| 7    | 捕   | 谷繁元信         | 28   | 右   | 134    | .254 | (27) | 14     | 55   | 1    | .346   | .399   | .745 | ベストナイン（捕）、ゴールデングラブ（捕）                   |
| 8    | 三   | 進藤達哉         | 28   | 右   | 124    | .241 | (32) | 14     | 54   | 0    | .331   | .403   | .734 | ゴールデングラブ（三）                                       |

| 守備     | 選手     | 年齢 | 打席 | 試合数 | 打率 | 本塁打 | 打点 | 盗塁 | 出塁率 | 長打率 | OPS  | 備考                                               |
| -------- | -------- | ---- | ---- | ------ | ---- | ------ | ---- | ---- | ------ | ------ | ---- | -------------------------------------------------- |
| 捕       | 秋元宏作 | 30   | 右   | 18     | .154 | 0      | 3    | 0    | .241   | .231   | .472 | 2番手捕手                                          |
| 三/二/遊 | 万永貴司 | 26   | 右   | 47     | .267 | 1      | 5    | 2    | .313   | .324   | .636 | 内野のユーティリティ                               |
| 三/外/二 | 川端一彰 | 30   | 右   | 43     | .222 | 0      | 1    | 0    | .276   | .259   | .535 | バント要員、内外野のユーティリティ、代打起用数23回 |
| 外       | 井上純   | 28   | 左   | 71     | .330 | 0      | 9    | 0    | .365   | .413   | .778 | 波留欠場時にスタメン、代打起用数46回、代打打率.415 |
| 外/一    | 畠山準   | 34   | 右   | 49     | .263 | 2      | 8    | 1    | .324   | .337   | .661 | 外野の控え、代打起用数21回                         |
| 外       | 荒井幸雄 | 34   | 左   | 50     | .261 | 1      | 5    | 0    | .320   | .348   | .668 | 代打の切り札、代打起用数50回                       |

チーム打率:.277(リーグ1位)、得点:642点(リーグ1位)、本塁打:100本(リーグ3位)、二塁打:235本(リーグ1位)、三塁打:23本(リーグ1位)。
6番は相手が右投手の時は佐伯、左投手の時は中根仁が起用された。7番・進藤達哉、8番・谷繁の打順も多かった。またシーズン前半は本塁打を連発して好調だった谷繁が6番に入ったり、5月から6月にかけ、序盤戦不振だったローズに代わり駒田が19試合ほど4番打者を務めている。
ただし、1998年の優勝はマシンガン打線だけでなく、それまでチームの弱点であった投手陣が先発・中継ぎとも大崩れせず終始安定した働きを見せたこと、抑えの切り札である佐々木主浩が絶頂期にあったこと、さらには谷繁、駒田、ローズ、進藤、石井と全員がこの年のゴールデングラブ賞を受賞した内野陣が高い守備力を持っていたことなど、さまざまな要因が組み合わさった結果であった。

### 絶頂期（1999年）
投手陣の不振により連覇は逃したものの、マシンガン打線の数字上の最高到達点は、優勝翌年の1999年であった。特に、ローズが打率.369（当時右打者歴代最高打率）、192安打（当時セ・リーグ記録）、153打点（歴代2位）という驚異的な数字を残し、チームもシーズン打率.294を記録して当時の日本記録（2003年にDH制のあるダイエーがチーム打率.297を記録して日本記録を更新したため、現在はセ・リーグ記録）を更新。ちなみに野手のみで計算すると、チーム打率は.303にもなる。総本塁打数はリーグ5位の140本であったものの、得点はリーグ1位の711得点を記録した。6月30日には四球と犠飛を挟んで1イニング11打数連続安打の日本記録を樹立している。このシーズンは主力投手陣が相次ぐ故障、不振によって崩壊状態に陥ったために連覇を逃し3位(135試合71勝64敗)に終わったものの、打撃では2桁安打試合数が1桁安打試合数を上回るという驚異的なシーズンであった。
| 打順 | 守備 | 選手             | 年齢 | 打席 | 試合数 | 打率 | 打率 | 本塁打 | 打点 | 得点 | 盗塁 | 出塁率 | 長打率 | OPS   | 備考                                                            |
| ---- | ---- | ---------------- | ---- | ---- | ------ | ---- | ---- | ------ | ---- | ---- | ---- | ------ | ------ | ----- | --------------------------------------------------------------- |
| 1    | 遊   | 石井琢朗         | 29   | 左   | 131    | .292 | (20) | 8      | 58   | 108  | 39   | .382   | .393   | .775  | 盗塁王、ベストナイン（遊）                                      |
| 2    | 中   | 波留敏夫         | 29   | 右   | 130    | .298 | (14) | 15     | 70   | 95   | 21   | .328   | .449   | .777  |                                                                 |
| 3    | 左   | 鈴木尚典         | 27   | 左   | 134    | .328 | (3)  | 17     | 92   | 110  | 7    | .395   | .502   | .897  |                                                                 |
| 4    | 二   | ロバート・ローズ | 32   | 右   | 134    | .369 | (1)  | 37     | 153  | 93   | 3    | .439   | .655   | 1.093 | 首位打者、打点王、最多安打、ベストナイン（二）、二塁打リーグ1位 |
| 5    | 一   | 駒田徳広         | 37   | 左   | 129    | .291 | (21) | 9      | 71   | 53   | 0    | .330   | .403   | .732  | ゴールデングラブ（一）                                          |
| 6    | 右   | 佐伯貴弘         | 29   | 左   | 112    | .309 |      | 10     | 53   | 49   | 1    | .367   | .444   | .810  | 対右投手                                                        |
| 6    | 右   | 中根仁           | 33   | 右   | 71     | .272 |      | 4      | 25   | 23   | 0    | .332   | .424   | .756  | 対左投手                                                        |
| 7    | 三   | 進藤達哉         | 29   | 右   | 109    | .286 |      | 14     | 42   | 38   | 1    | .342   | .458   | .799  | ゴールデングラブ（三）                                          |
| 8    | 捕   | 谷繁元信         | 29   | 右   | 122    | .295 | (17) | 11     | 50   | 55   | 0    | .368   | .426   | .794  |                                                                 |
| 合計 |      |                  |      |      |        | .294 | .294 | 140    | 688  | 711  | 74   | .354   | .442   | .795  |                                                                 |

| 守備     | 選手               | 年齢 | 打席 | 試合数 | 打率 | 本塁打 | 打点 | 得点 | 盗塁 | 出塁率 | 長打率 | OPS  | 備考                                    |
| -------- | ------------------ | ---- | ---- | ------ | ---- | ------ | ---- | ---- | ---- | ------ | ------ | ---- | --------------------------------------- |
| 捕       | 秋元宏作           | 31   | 右   | 17     | .091 | 0      | 1    | 2    | 0    | .241   | .231   | .472 | 2番手捕手                               |
| 三       | アルキメデス・ポゾ | 26   | 右   | 91     | .297 | 9      | 30   | 31   | 0    | .352   | .454   | .806 | 55試合にスタメン出場、代打起用数36回    |
| 三/二/遊 | 万永貴司           | 27   | 右   | 39     | .207 | 0      | 1    | 5    | 1    | .303   | .241   | .544 | 内野のユーティリティ、代打起用数14回    |
| 一/外    | 畠山準             | 35   | 右   | 28     | .240 | 0      | 1    | 4    | 0    | .269   | .240   | .509 | 控え、代打起用数13回                    |
| 外       | 井上純             | 29   | 左   | 64     | .304 | 4      | 13   | 14   | 1    | .337   | .519   | .856 | 代打要員、代打起用数48回、代打本塁打3本 |
| 外       | 荒井幸雄           | 35   | 左   | 51     | .279 | 0      | 3    | 2    | 0    | .367   | .395   | .763 | 代打の切り札、代打起用数51回            |

二塁打:246本(リーグ1位)、三塁打:20本(リーグ3位)。

### 終焉（2000年～2002年）
翌2000年も、金城が首位打者と新人王を同時獲得して台頭するなどリーグ1位となるチーム打率.277を記録。9月7日の広島戦で5回、当時日本タイ記録となる1イニング13得点を、初めて本塁打なしで記録した。チームはなんとか3位(136試合69勝66敗1分)に滑り込んだが、鈴木尚典の打棒に陰りが見えるようになり、4年ぶりに打率3割を割り込んだ。波留も怪我をして戦線離脱をし、駒田、佐伯も打撃不振に陥る。このため、これまでのようにレギュラーメンバーが固定できなくなり、前年ほどのつながりのある爆発的な攻撃は見られなくなった。結局得点は576点でリーグ4位に落ち込んだ。
| 打順 | 守備  | 選手             | 年齢 | 打席 | 試合数 | 打率 | 打率 | 本塁打 | 打点 | 盗塁 | 出塁率 | 長打率 | OPS  | 備考                       |
| ---- | ----- | ---------------- | ---- | ---- | ------ | ---- | ---- | ------ | ---- | ---- | ------ | ------ | ---- | -------------------------- |
| 1    | 遊    | 石井琢朗         | 30   | 左   | 134    | .302 | (8)  | 10     | 50   | 35   | .375   | .410   | .785 | 盗塁王、ベストナイン（遊） |
| 2    | 三    | 金城龍彦         | 24   | 両   | 110    | .346 | (1)  | 3      | 36   | 8    | .402   | .425   | .827 | 首位打者、新人王           |
| 2    | 中    | 波留敏夫         | 30   | 右   | 60     | .301 |      | 8      | 17   | 3    | .347   | .475   | .822 |                            |
| 3    | 左    | 鈴木尚典         | 28   | 左   | 134    | .297 | (11) | 20     | 89   | 6    | .351   | .478   | .829 |                            |
| 4    | 二    | ロバート・ローズ | 33   | 右   | 124    | .332 | (2)  | 21     | 97   | 1    | .419   | .538   | .957 | ベストナイン（二）         |
| 5    | 中/右 | 中根仁           | 34   | 右   | 103    | .325 |      | 11     | 61   | 1    | .394   | .475   | .868 |                            |
| 6    | 一    | 駒田徳広         | 38   | 左   | 85     | .258 |      | 4      | 34   | 2    | .301   | .343   | .644 |                            |
| 7    | 右/一 | 佐伯貴弘         | 30   | 左   | 122    | .259 | (25) | 6      | 52   | 2    | .326   | .352   | .678 |                            |
| 7    | 中    | 多村仁           | 23   | 右   | 84     | .257 |      | 7      | 29   | 2    | .306   | .385   | .691 |                            |
| 8    | 捕    | 谷繁元信         | 30   | 右   | 122    | .251 | (27) | 9      | 54   | 0    | .316   | .359   | .675 |                            |

本塁打:103本(リーグ最下位)、二塁打:213本(リーグ2位)、三塁打:19本(リーグ4位)。
オフにはローズと駒田が退団、進藤が移籍。波留も翌年早々に移籍をする。
2001年に、西武の黄金時代を築いた森祇晶が監督に就任。緻密な野球を志向する森は、チームの戦略をサイン・プレーを中心としたものに転換させる。マシンガン打線の象徴的存在であった新4番打者の鈴木も、本塁打を狙うようになって打撃に狂いが生まれ、また後ろに控えていたローズを失ったことにより相手チームの警戒も厳しくなり、さらに成績を落とす。初の打率3割を記録した佐伯、初の20本塁打を記録した谷繁、移籍組の小川博文、種田仁らのいぶし銀の活躍などもあり、2001年こそリーグ4位となるチーム打率.267(560得点・リーグ4位、94本塁打・リーグ5位、203二塁打・リーグ2位、16三塁打・リーグ3位)を維持し、チームも3位に滑り込んだものの、谷繁がFA移籍をした翌2002年には、チーム打率はリーグ最低の.240(472得点、97本塁打はともにリーグ最下位、196二塁打・リーグ5位、10三塁打・リーグ最下位)まで低下し、マシンガン打線の面影は失われていった。チームも86敗(140試合49勝5分)を記録するなど最下位を独走し、森監督はシーズン途中で休養に追い込まれた。

### その後（2003年～2021年）
それでもしばらくの間は、横浜打線が大量得点をすると実況アナウンサーや新聞記者等が決まったように「かつてのマシンガン打線を髣髴とさせるような攻撃」とコメントするなど、マシンガン打線は横浜ベイスターズの強力な球団イメージとして残った。2008年には内川聖一が打率.378を記録して1999年のローズの右打者最高打率の記録を塗り替えるなど、優秀な中距離打者を輩出するチームの伝統を垣間見せるが、2003年以降の横浜打線は多村仁、T・ウッズ、村田修一、吉村裕基、古木克明、筒香嘉智といった長距離打者が多く活躍する代わりに巧打者タイプが減るなど、その攻撃スタイルは大きく変貌を遂げた。また、その間に2008年オフに石井が退団し、鈴木が引退し、2010年オフに佐伯が退団したのを最後に、マシンガン打線全盛期であった1997年～1999年当時の一軍メンバーは全員が現役を去り、その存在は過去のものとなっていった。

### 復活へ（2022年以降）
2022年、マシンガン打線の中核を担った石井琢朗・鈴木尚典が打撃コーチに就任。同年チーム打率2位で3年ぶりの2位と躍進。2023年には宮﨑敏郎、佐野恵太、牧秀悟ら中距離打者の活躍が目立ち、再びマシンガン打線と呼ばれるようになる。
2024年はチーム打率1位で、Aクラスの3位となると、クライマックスシリーズと日本シリーズを勝ち抜き26年ぶりの日本一に輝いた。
このシーズンのマシンガン打線は以下のような布陣であった。
| 打順 | 守備 | 選手                   | 年齢 | 打席 | 試合数 | 打率 | 打率 | 本塁打 | 打点 | 盗塁 | 出塁率 | 長打率 | OPS  | 備考                                       |
| ---- | ---- | ---------------------- | ---- | ---- | ------ | ---- | ---- | ------ | ---- | ---- | ------ | ------ | ---- | ------------------------------------------ |
| 1    | 右   | 梶原昂希               | 24   | 左   | 91     | .292 |      | 4      | 30   | 16   | .314   | .392   | .707 | 7月以降から1番打者として起用               |
| 1    | 右   | 度会隆輝               | 21   | 左   | 75     | .255 |      | 3      | 24   | 2    | .306   | .327   | .633 | 3月～4月まで1番打者として起用              |
| 1    | 中   | 蝦名達夫               | 26   | 右   | 76     | .256 |      | 3      | 17   | 3    | .324   | .354   | .678 | 5月～6月中旬まで1番打者として起用          |
| 2    | 一   | タイラー・オースティン | 32   | 右   | 106    | .316 | (1)  | 25     | 69   | 0    | .382   | .601   | .983 | 首位打者                                   |
| 3    | 左   | 佐野恵太               | 29   | 左   | 139    | .273 | (15) | 8      | 62   | 0    | .322   | .384   | .705 |                                            |
| 4    | 二   | 牧秀悟                 | 26   | 右   | 133    | .294 | (3)  | 23     | 74   | 11   | .346   | .491   | .837 |                                            |
| 5    | 三   | 宮﨑敏郎               | 35   | 右   | 125    | .283 | (9)  | 14     | 56   | 1    | .371   | .444   | .815 |                                            |
| 6    | 中   | 桑原将志               | 30   | 右   | 106    | .270 |      | 5      | 24   | 8    | .321   | .365   | .685 | 日本シリーズMVP                            |
| 7    | 捕   | 山本祐大               | 25   | 右   | 108    | .291 |      | 5      | 37   | 1    | .340   | .383   | .723 | ベストナイン（捕）、ゴールデングラブ（捕） |
| 8    | 遊   | 京田陽太               | 29   | 左   | 101    | .245 |      | 1      | 27   | 3    | .284   | .301   | .585 |                                            |
| 8    | 遊   | 森敬斗                 | 22   | 左   | 71     | .251 |      | 0      | 5    | 8    | .295   | .326   | .621 |                                            |

チーム打率:.256(リーグ1位)、得点:522点(リーグ1位)、本塁打:101本(リーグ2位)、二塁打:243本(リーグ1位)、三塁打:15本(リーグ5位)。

## 類似の打線
オジンガン打線
マリンガン打線
ビッグレッドマシンガン
2016年の広島東洋カープ打線。